# Anetia cubana
Anetia cubana är en fjärilsart som beskrevs av Osbert Salvin 1869. Anetia cubana ingår i släktet Anetia och familjen praktfjärilar. IUCN kategoriserar arten globalt som nära hotad. Inga underarter finns listade i Catalogue of Life.